# Koška
 Koška  è un comune della Croazia di 5 186 abitanti della Regione di Osijek e della Baranja.